# Ceradocopsis tristanensis
Ceradocopsis tristanensis is een vlokreeftensoort uit de familie van de Maeridae. De wetenschappelijke naam van de soort is voor het eerst geldig gepubliceerd in 1949 door Stephensen.